# 옐레나 슈슈노바
옐레나 르보브나 슈슈노바(러시아어: Елена Львовна Шушунова, 1969년 4월 23일 ~ 2018년 8월 16일)는 전 소련의 체조 선수로, 올림픽, 세계와 유럽 선수권 챔피언이다. 그녀는 류드밀라 투리셰바와 더불어 개인 종합전의 타이틀 - 올림픽, 세계 선수권, 월드컵과 유럽 선수권을 우승한 단 2명의 선수 중 하나이다.

## 주니어 경력
레닌그라드에서 태어난 슈슈노바의 주니어 체조 선수로서 경력 장면은 1982년 모스크바 뉴스와 주니어 유럽 선수권을 포함한다. 1983년 소련컵을 우승한 그녀는 1984년을 제외하고 1988년까지 매년 우승하였다고 한다. 소련의 보이콧으로 로스앤젤레스 올림픽에 나가지 못한 대신 체코슬로바키아의 올로모우츠에서 열린 친선 경기에서 개인 종합전 3위를 하고, 단체전에서 소련 팀이 우승하는 데 도움을 주었다.

## 시니어 경력
이듬해 유럽 선수권에서 개인 종합전을 우승하면서 자신의 돌파를 이루었다. 그녀는 도마, 이단평행봉과 마루 운동(동독의 막시 그나우크와 함께)에서 금메달을 획득하였다. 그해 몬트리올에서 열린 세계 선수권에서 동료 선수 옥사나 오멜리안치크와 함께 우승한 개인 종합전을 포함하여 5개의 메달을 획득하였다. 도마 부분에서 1위를 하고, 마루 운동에서는 오멜리안치크에게 밀려 2위를 하였다.
1986년 베이징에서 열린 월드컵에서 슈슈노바의 여자 체조 지배는 지속되었다. 거기서 4개의 타이틀 - 개인 종합전, 도마, 이단평행봉과 마루 운동을 우승하였다.
1987년 슈슈노바와 루마니아의 다니엘라 실리바스 사이의 경쟁이 자라났다. 모스크바에서 그녀는 절정의 형성을 못 이루어 실리바스에게 유럽 선수권을 잃고 말았다. 유럽 선수권에서 개인 종합전 3위를 하고, 도마 부분을 우승하였다.
그해 후반에는 세계 선수권에서 루마니아 팀에게 단체전에서 밀려 2위를 하였는 데, 소련 팀이 단체전 타이틀을 우승하는 데 실패한 3번째일 뿐이다. 개인 종합전과 평균대 운동에서는 우아한 루마니아의 아우렐리아 도브레에게 패하여 2위를 하였다. 도마에서 에우게니아 골레아를 꺾고 2연승을 하였으나 이단평행봉에서는 무일하고 어려운 실력으로 동메달을 땄다. 또한 마루 운동에서 실리바스와 함께 20점을 득점하면서 우승을 나누었다.

### 1988년 하계 올림픽
1988년 서울 올림픽에서 슈슈노바는 개인 종합전을 위한 지도적인 경쟁자였다. 단체전에서 루마니아 팀을 꺾은 후, 그녀와 실리바스 사이에 가까운 전투가 일어났다. 슈슈노바는 개인 종합전에 들어가 실리바스와 같은 회전에 경연하면서 0.05점 앞서 금메달을 획득하였다. 그녀는 실리바스가 우승한 평균대 운동과 이단평행봉에서 각각 2위와 3위를 하였다.

## 은퇴 후
올림픽이 끝난 후, 은퇴한 슈슈노바는 상트페테르부르크에 살며 거기서 1998년 유럽 선수권을 결성하는 데 도움을 주었다. 국제 체조 명예의 전당 (2004년), 국제 유대인 스포츠 명예의 전당 (2005년)에 헌액되었다.
2018년 8월 16일 49세의 나이에 폐렴 합병증으로 사망하였다.

## 같이 보기
- 다니엘라 실리바슈
- 아우렐리아 도브레
- 서울 올림픽
- 체조